# 高真行
高真行（627年—684年10月15日），字处道，唐朝渤海郡蓨县（今河北省景县）人。高岳曾孙，高劢之孙，凌烟阁功臣高士廉第四子，高履行的弟弟。
高真行四岁时，封为乐安公，拜通事舍人，贞观十七年（643年）加朝散大夫，行通事舍人，转任左卫率府郎将、尚乘奉御，永徽初年，为沁州刺史，时年二十二岁。显庆三年（658年），改授延州刺史，显庆四年（659年），被表兄长孙无忌牵连，被贬为文州刺史。麟德元年（664年），加中大夫兼德州刺史，乾封元年（666年）加通议大夫守贝州刺史，总章元年（668年）转任都督代忻朔蔚四州诸军事、代州刺史，总章二年（669年），检校单于大都护府长史，咸亨元年（670年）加正议大夫、都督幽易妫檀平燕六州诸军事、幽州刺史，上元三年（676年），恩诏追入授右骁卫将军，拜右卫将军。调露二年（680年），长子高岐时任东宫典膳丞，与章怀太子李贤谋逆有牵连，唐高宗将高岐交给高真行，让高真行教训责罚。高岐一进门，高真行先用佩刀刺他咽喉，高真行的五弟户部侍郎高审行又刺他腹部，高真行哥哥高履行的儿子高琁又砍下他的脑袋，并抛弃在路上。唐高宗听说后，很不高兴，贬高真行为睦州刺史，贬高审行为渝州刺史。文明元年（684年）为潮州司马，九月初二日（684年10月15日）在虔州（今江西省赣州市）旅舍去世，时年五十七岁。

## 子孙
- 高岐（高政），典膳丞
- 高嶠，司門郎中、湖州司仓
- 高峻，殿中丞、蒲州長史
  - 高迥，餘杭令
    - 高彪，著作佐郎、崇賢館學士
      - 高炅，侍御史、倉部員外郎
      - 高集，太原少尹，兼御史中丞
        - 高允恭
        - 高少逸，工部尚書
        - 高元裕，字景圭，初名高允中，吏部尚書、渤海縣男
          - 高璩

        - 高允誠
          - 高錫望，字協中
          - 高暐，字暈
          - 高殷，字贊禹
            - 高濟，字德昌
            - 高汶，字魯昌

    - 高熊，和州刺史
    - 高象，魏州別駕
      - 高重，字文明，檢校戶部尚書、渤海縣子
        - 高元經，河南兵曹參軍
        - 高德明，大理評事
        - 高光庭，右金吾，冑曹參軍
        - 高由庚，華州參軍
        - 高公衡，河中觀察支使
          - 高育，字全之
- 高嵊，祠部郎中
- 高岫，右卫郎将
  - 高态，嫁唐朝议郎、前行婺州义务县令窦某